# 長沢和雄
長沢 和雄（ながさわ かずお、1950年7月1日 - ）は、大阪府出身の元アマチュア野球選手、監督。ポジションは外野手、内野手。

## 来歴・人物
関西大学第一高等学校では、エースとして1967年秋季近畿大会県予選準決勝に進むが桜宮高に敗退。1969年に関西大学に進学する。腰を痛めたことで、2年生の春に外野手に転向した。関西六大学野球リーグでは主軸打者として活躍し、同期のエース山口高志を擁し在学中7回優勝。1970年の全日本大学野球選手権大会では、決勝で中京大に敗れ準優勝。1972年の全日本大学野球選手権大会では決勝で慶大を降し16年ぶりに優勝。この決勝戦では、7回に池田和雄の放った大飛球をフェンスに登って捕球、ピンチを救っている。同年の第3回明治神宮野球大会でも決勝で法大を破り優勝を飾る。他の大学同期に遊撃手の山口円がいた。
卒業後は社会人野球の大丸に進み、主に中堅手として活躍。しかし1975年の都市対抗では三塁手として起用される。準決勝に進出するが、大昭和製紙北海道の左腕エース加藤英美に抑えられ敗退。1976年の社会人野球日本選手権では準々決勝に進み本塁打を放つが、九州産交に惜敗。当時のチームメイトには一塁手の土井池憲治、捕手で大学1年後輩の田中昭雄がいた。1977年は11本塁打を放ち、社会人ベストナイン（外野手）に選出された。また同年のインターコンチネンタルカップ日本代表に選出され、日本の3位入賞に貢献。
現役引退後は1988年から1998年まで大阪桐蔭高等学校監督をつとめる。1991年夏の甲子園では萩原誠、背尾伊洋らの活躍もあって初優勝を飾った。2010年には帝塚山大監督となる。